# Барбара Комсток
Барбара Джин Бернс Комсток (англ. Barbara Jean Burns Comstock; нар. 30 червня 1959, Спрингфілд, Массачусетс) — американський політик, представляє 10-й округ штату Вірджинія у Палаті представників США з 2015 р. Член Республіканської партії.

## Життєпис
У 1981 р. вона отримала ступінь бакалавра в Коледжі Міддлбері, а у 1986 р. — диплом юриста в Джорджтаунського університету.
Після роботи юристом у приватній практиці, Комсток працювала з 1991 по 1995 рр. старшим помічником конгресмена Френка Вольфа. Комсток потім була головним слідчим радником і старшим радником у Комітеті Палати представників США з питань реформи уряду з 1995 по 1999 рр.
Комсток працювала на президентську кампанію Джорджа Буша у 2000 р. Комсток пізніше обіймала посаду директора зі зв'язків з громадськістю Департаменту юстиції з 2002 по 2003 рр.
Комсток і Барбара Олсон, дружина генерального солісітора США Теодора Олсона, сформували партнерство, відоме інсайдерам Вашингтона, як «Two Barbaras.» Барбара Олсон загинула під час терористичних актів 11 вересня 2001 року.
Комсток приєдналася до юридичної фірми Blank Rome у 2004 р. У 2005 р. Комсток була прийнята на роботу Деном Глікманом від імені Кіноасоціації Америки. У 2008 р. Комсток була консультантом президентської кампанії Мітта Ромні. Комсток є колишньою співголовою виконавчого комітету Susan B. Anthony List.
Вона була членом Палати делегатів Вірджинії з 2010 по 2014 рр.